# ولاد عفان (ولاد جميل)
ولاد عفان هو دُوَّار يقع بجماعة عرباوة، إقليم القنيطرة، جهة الرباط سلا القنيطرة في المملكة المغربية. ينتمي الدوّار لمشيخة ولاد جميل التي تضم 7 دواوير. يقدر عدد سكانه بـ 652 نسمة حسب الإحصاء الرسمي للسكان والسكنى لسنة 2004.

## روابط خارجية
- البوابة الوطنية للجماعات الترابية
- المندوبية السامية للتخطيط